# Templo de Na Tcha
O Templo de Na Tcha (chinês tradicional: 大三巴哪吒廟) é um templo tradicional chinês situado em Santo António, na Região Administrativa Especial de Macau da República Popular da China. Construído em 1888, é dedicado ao culto da divindade Na Tcha.

## História

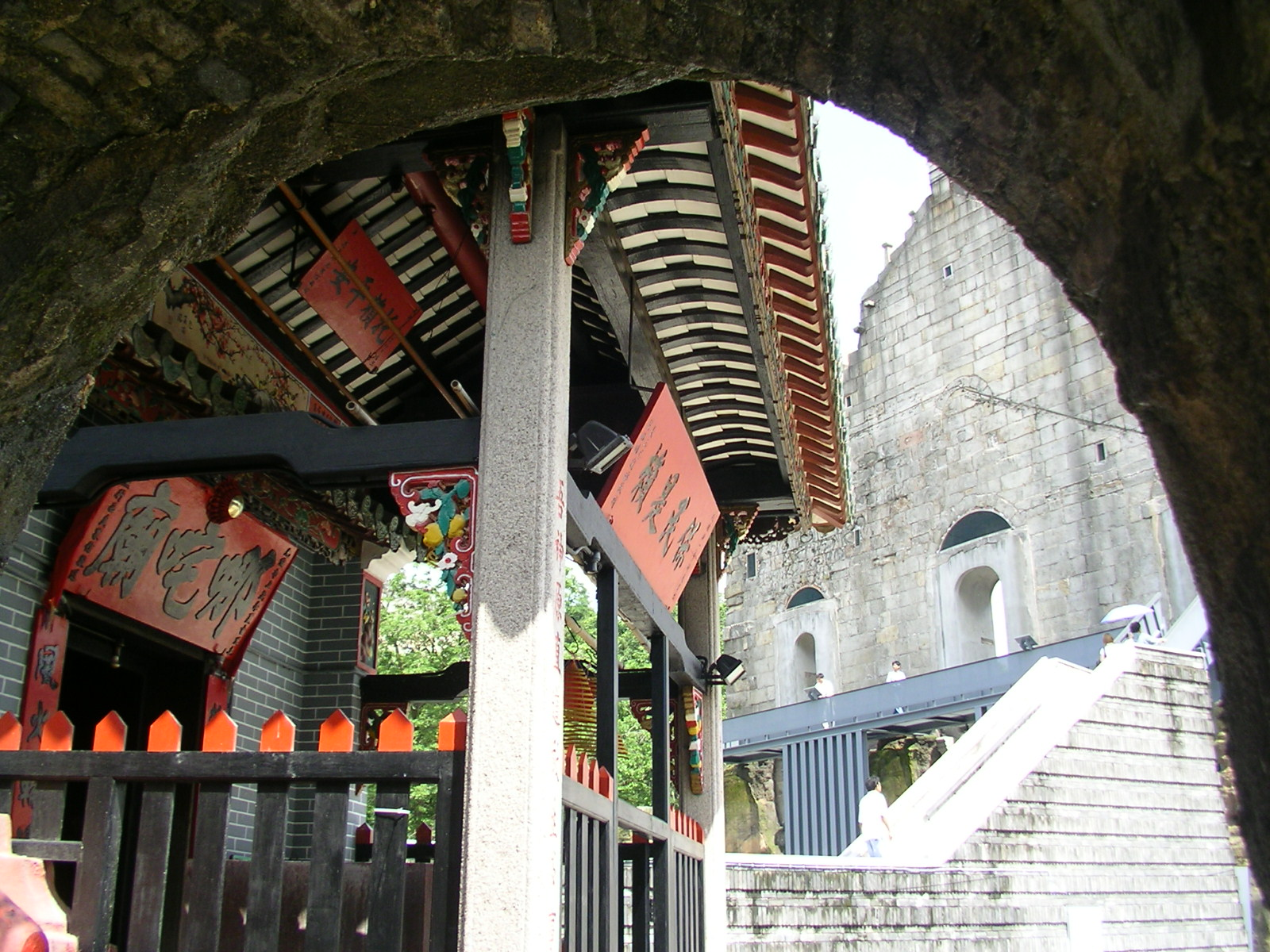
Templo de Na Tcha visto a partir do Troço das Antigas Muralhas de Defesa.

O Templo de Na Tcha foi construído em honra ao deus-criança da guerra. Existe a crença de que o tempo foi erigido para acabar com a peste que assolava a região durante esse período.
O pequeno templo tradicional chinês é um edifício unicameral simples, que tem o diâmetro de 8,4 metros de comprimento e 4,51 metros de largura. O alpendre da entrada permite o acesso ao templo, cujo edifício mede 5 metros de profundidade e está pintado de cinzento, com poucas ornamentações, exceto nas pinturas decorativas por baixo do alpendre da entrada. O telhado do templo de cinco metros de altura, pertence ao estilo tradicional yingshan. Construído na arquitetura tradicional chinesa, o Templo de Na Tcha possui figuras de animais em cerâmica, situadas na sua cumeeira.
O Templo de Na Tcha está situado próximo das Ruínas de São Paulo, as ruínas da antiga Igreja da Madre de Deus e do adjacente Colégio de São Paulo, ambos construídos pelos jesuítas na segunda metade do século XVI e destruídos em 1835 por um violento incêndio. O Templo de Na Tcha está incluído no Centro Histórico de Macau, que foi aprovado como Património Mundial da Humanidade da Organização das Nações Unidas para a Educação, a Ciência e a Cultura a 15 de julho de 2005.